# Добруджанска армия
Добруджанската армия е руска, румънска и сръбска полева армия от Първата световна война, която се бие на Румънския фронт.
Създадена е през август 1916 г. Армията се основава предимно на новосъздадения 47-и армейски корпус и е изпратена в Румъния, за да помогне за защитата на Добруджа от българо-германско нападение от юг. Ядрото на Добруджанската армия е 47-и руски армейски корпус. Командващ армията е генерал Андрей Зайончковски. Компонентите на армията са:
- 47-и армейски корпус
- Отделни румънска и сръбска дивизии

Добруджанската армия е разформирована през октомври 1916 г. след загубата на линията Черна вода – Кюстенджа (след Втората битка при Кобадин), като става част от руската Дунавска армия.